# Han i Elezit
Han i Elezit (albanisch auch Hani i Elezit, serbisch Елез Хан Elez Han) ist eine Stadt im Kosovo, die Amtssitz der gleichnamigen Gemeinde ist. Bis 2005 bildete diese Gemeinde einen Teil der Nachbargemeinde Kaçanik. Sie liegt direkt an der kosovarisch-nordmazedonischen Grenze.

## Name
Bis zum Herbst 2012 lautete der serbische Name der Stadt Ђенерал Јанковић/Đeneral Janković, benannt nach dem serbischen General Božidar Janković, der serbische Truppen in den Balkankriegen und im Ersten Weltkrieg anführte. Zum 100. Jahrestag des Massakers von Dremjak, welches von Janković' Soldaten verübt wurde, beschloss die Gemeinde, den serbischen Name durch die Bezeichnung Elez Han zu ersetzen.

## Geographie

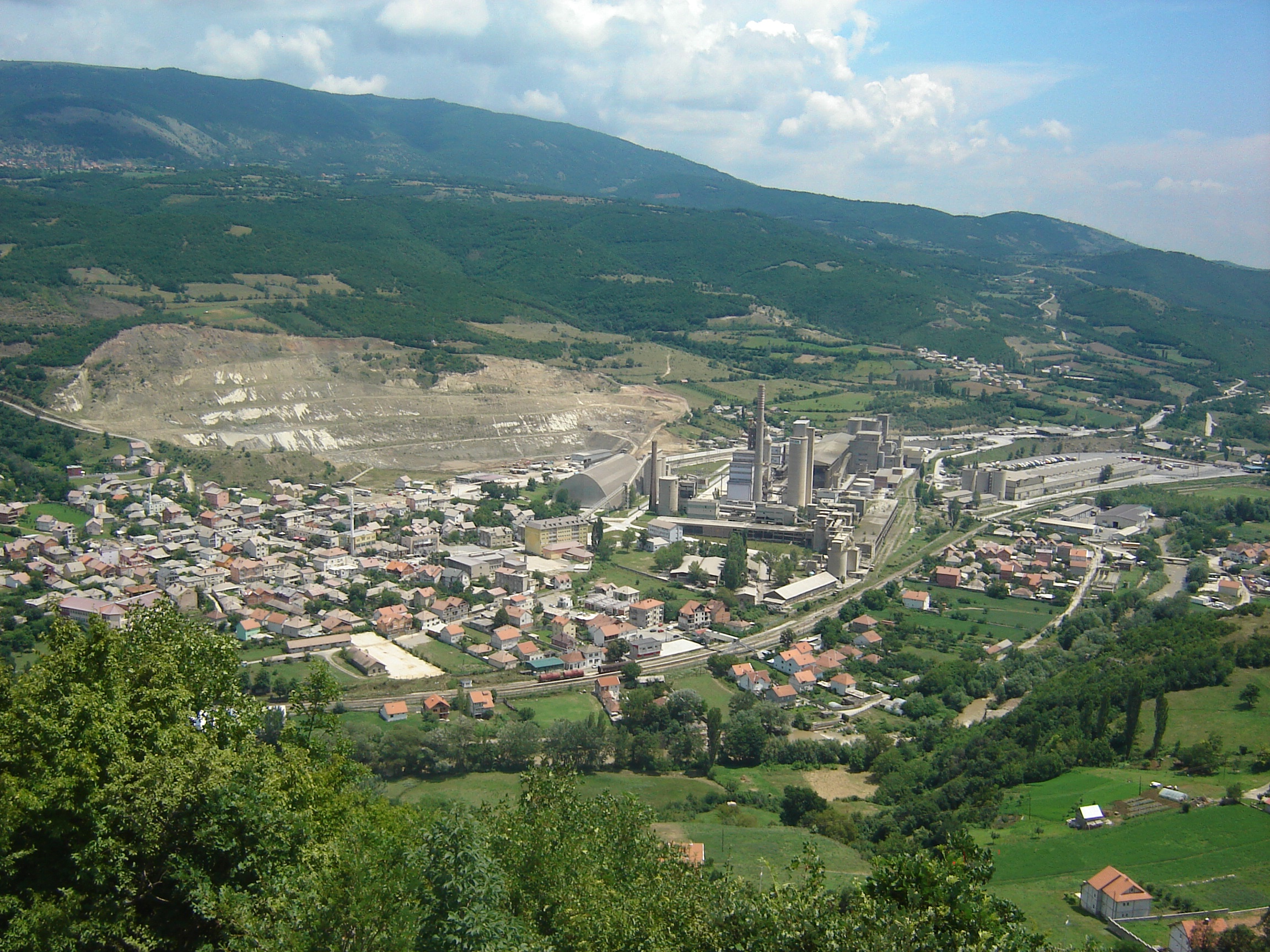
Ortszentrum

Han i Elezit liegt im Südosten des Kosovo. Die Stadt liegt in der Kaçanik-Schlucht, die vom Lepenac durchflossen wird.
Die Fläche der Gemeinde beträgt 82,9 Quadratkilometer. Im Norden grenzt die Gemeinde an Kaçanik und im Süden grenzt sie direkt an das Gebiet der nordmazedonischen Hauptstadt Skopje.
In der Gemeinde gibt es vier Moscheen sowie zwei katholische Kirchen.

## Bevölkerung
Im  Ort Han i Elezit wurden bei der 2011 durchgeführten Volkszählung 2533 Personen erfasst, von denen sich alle bis auf eine Person (99,96 %) als Albaner bezeichneten.
| Zensus    | 1948 | 1953 | 1961 | 1971 | 1981 | 1991 | 2011 |
| --------- | ---- | ---- | ---- | ---- | ---- | ---- | ---- |
| Einwohner | 154  | 369  | 724  | 1324 | 2024 | 2374 | 2533 |

## Verkehr
In Han i Elezit befindet sich ein wichtiger Straßen- und Eisenbahngrenzübergang nach Nordmazedonien. Der Bahngrenzübergang ist der derzeit bedeutendste für den kosovarischen Bahnverkehr.
Der von Doganaj bis zur Grenze in Han i Elezit führende letzte Abschnitt der Autostrada R 6 wurde am 29. Mai 2019 eröffnet.